# Polysyncraton meandratum
Polysyncraton meandratum is een zakpijpensoort uit de familie van de Didemnidae. De wetenschappelijke naam van de soort werd in 1993 voor het eerst geldig gepubliceerd door Françoise Monniot.